# Krinau
Krinau is een plaats en voormalige gemeente in het Zwitserse kanton Sankt Gallen, en maakt deel uit van het district Toggenburg.
Krinau telt 271 inwoners.

## Geschiedenis
Op 1 januari 2023 werd Krinau opgenomen in de in 2009 gevormde gemeente .Wattwil.